# Raión de Ikriánoye
El raión de Ikriánoye (ruso: Икря́нинский райо́н) es un distrito administrativo y municipal (raión) ruso perteneciente a la óblast de Astracán. Se ubica en el sur de la óblast. Su capital es Ikriánoye.
En 2021, el raión tenía una población de 45 917 habitantes. Algo más de tres cuartas partes de los habitantes son étnicamente rusos y la décima parte son kazajos.
El raión se extiende a lo largo del recorrido del río Bajtemir, desde las afueras suroccidentales de la capital regional Astracán hasta la desembocadura del río en el mar Caspio.

## Subdivisiones
Comprende los asentamientos de tipo urbano de Ilyinka y Krásnyye Barikady y los asentamientos rurales de Bajtemir, Zhýtnoye, Ikriánoye (la capital), Mayáchnoye, Mumra, Novo-Bulgary, Oranzheréi, Sedlístoye, Sérguievka, Trudfront y Chulpán. Estas trece entidades locales suman un total de 37 localidades.